# Département de Tarija
Le département de Tarija (en espagnol : Departamento de Tarija) est un département du sud de la Bolivie. Sa capitale est la ville de Tarija.

## Géographie

### Localisation et superficie
Le département de Tarija est situé à l'extrême sud de la Bolivie. Il est bordé par le département de Chuquisaca au nord, le département de Potosí à l'ouest, l'Argentine au sud et le Paraguay à l'est.
Avec une superficie de 37 623 km2, il est le département le moins étendu de tous les départements boliviens. Sa population de 483 518 habitants en fait également l'un des moins peuplés, uniquement surpassé par les départements du Beni et de Pando. Par contre, la densité de population du département est parmi les plus élevées de tout le pays, uniquement surpassée par celle des départements de Cochabamba et de La Paz.

### Relief et climat
La géographie physique du département est relativement variée. À l'ouest, le relief est marqué par la présence de la cordillère des Andes et est donc naturellement montagneux. Les plus hauts sommets sont enneigés en permanence et à plus basse altitude se trouve la puna, une écorégion caractérisée par la présence de prairies où on trouve notamment des bofedals, des zones humides en altitude.

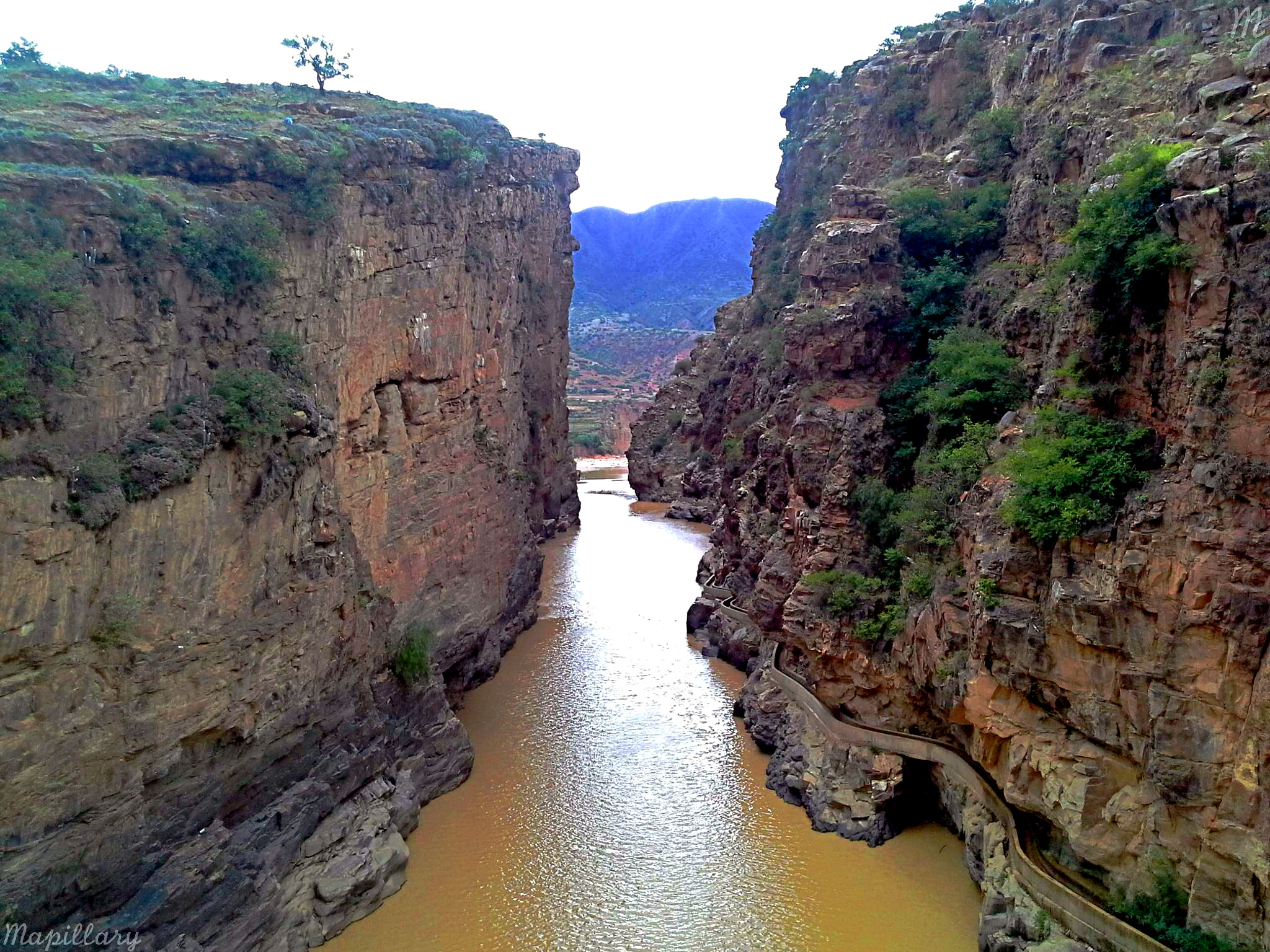
Canyon de la Angostura près de Tarija.

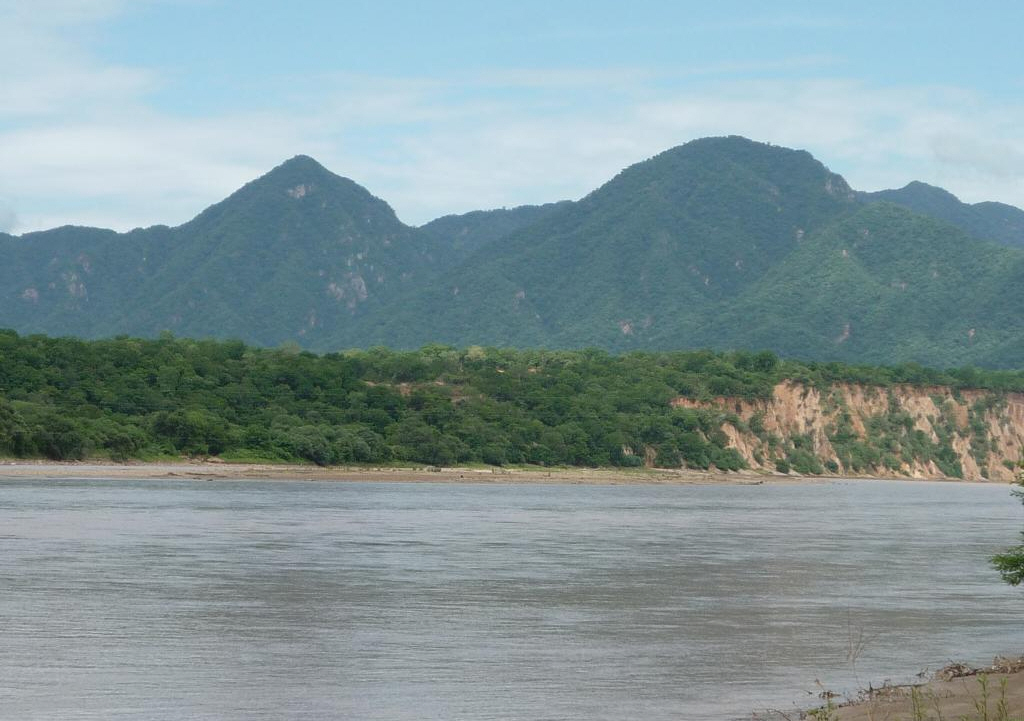
Vallée de la rivière Pilcomayo et paysage des Yungas.

Sous ce niveau, dans les contreforts andins situés au centre du département, le climat devient plus tempéré et la végétation change pour devenir celle retrouvée typiquement dans les yungas, soit des forêts montagneuses constituées, entre autres, de pins, aulnes et cèdres ou encore plus en bas, une jungle plus luxuriante. Le parc national Aguaragüe se trouve d'ailleurs dans la région des Yungas de Tarija.
Plus à l'est, à une altitude toujours plus basse, se trouvent les plaines ou « la pampa », typiques de la région du chaco bolivien, une région boisée, mais plus sèche.

## Population

### Langues parlées
Les principales langues parlées dans le département sont l'espagnol et le quechua. Aussi, la quasi-totalité des locuteurs boliviens du weenhayek sont localisés dans le département, la langue occupe d'ailleurs la troisième position des langues les plus parlées. Le tableau suivant présente le nombre d'habitants du département âgés de six ans et plus en fonction de leur langue principalement parlée pour l'année 2012. 
| Langue                  | Département | Bolivie   |
| ----------------------- | ----------- | --------- |
| Espagnol                | 341 536     | 5 424 685 |
| Quechua                 | 17 744      | 1 339 919 |
| Weenhayek               | 3 477       | 3 482     |
| Guarani                 | 3 082       | 39 307    |
| Aymara                  | 2 069       | 836 570   |
| Autre langue autochtone | 274         | 30 932    |
| Autre langue            | 4 470       | 146 683   |

### Évolution démographique
Le tableau suivant présente la population du département selon les recensements boliviens. Il est à noter que les résultats antérieurs à 1882 peuvent avoir une fiabilité variable, considérant les méthodes d'estimation de l'époque qui pouvaient s'appliquer à des territoires plus étendus. 
| 1831   | 1835   | 1845   | 1854    | 1882   | 1900    | 1950    | 1976    | 1992    |
| ------ | ------ | ------ | ------- | ------ | ------- | ------- | ------- | ------- |
| 36 215 | 32 975 | 63 800 | 277 724 | 62 854 | 102 887 | 103 441 | 187 204 | 291 407 |

| 2001    | 2012    | 2022 | - | - | - | - | - | - |
| ------- | ------- | ---- | - | - | - | - | - | - |
| 391 226 | 483 518 | —    | - | - | - | - | - | - |

## Politique et administration
Le département est dirigé par un gouverneur et une assemblée départementale élus au suffrage universel à chaque cinq ans, tel que le prévoit la Constitution bolivienne de 2009. Le gouverneur est la plus grande autorité du département.
Lors des élections infranationales de 2015, l'avocat Adrián Oliva Alcázar de l'alliance politique Unité départementale autonomiste est élu comme gouverneur du département de Tarija pour le mandat 2015-2020. Le candidat de Unis pour renouveler, Óscar Montes, est élu lors des élections régionales de 2021 et le remplace à partir de mai 2021. 
Au niveau national, les électeurs du département ne votent que très rarement en faveur du parti dont est issu le président de l'État. Depuis 2000, à l'exception des élections générales de 2009 et de 2014, où le Mouvement vers le socialisme obtient des résultats notables au niveau national, le département opte généralement pour des partis centristes ou de centre-droit qui ne réussissent à former le gouvernement.  
Depuis la Révolution nationale de 1952, seuls deux présidents sont originaires du département, soit les présidents Víctor Paz Estenssoro (1952-1956, 1960-1964 et 1985-1989), né à Tarija, et Jaime Paz Zamora (1989-1993), bien que né à Cochabamba, fils de deux Tarijéniens.  

## Villes principales
Le département compte au total onze municipalités. Les plus populeuses, tel qu'établi par le recensement bolivien, sont consignées dans le tableau suivant. 
| Ville       | Population (2001) | Population (2012) |
| ----------- | ----------------- | ----------------- |
| Tarija      | 153 457           | 205 375           |
| Yacuiba     | 83 518            | 92 245            |
| Villamontes | 23 765            | 39 867            |
| Bermejo     | 33 310            | 34 505            |
| San Lorenzo | 21 375            | 23 863            |

## Divisions administratives
Le département de Tarija est subdivisé en 6 provinces qui sont à leur tour subdivisées en municipalités. Un total de onze municipalités composent le territoire du département.
| Provinces         | Chef-lieu   | Superficie (km2) | Population (2012) | Municipalités                | Carte des provinces                            |
| ----------------- | ----------- | ---------------- | ----------------- | ---------------------------- | ---------------------------------------------- |
| Aniceto Arce      | Padcaya     | 5 205            | 53 186            | Bermejo Padcaya              | Carte des 5 provinces du département de Tarija |
| José María Avilés | Uriondo     | 2 742            | 20 271            | Uriondo Yunchará             | Carte des 5 provinces du département de Tarija |
| Burnet O'Connor   | Entre Ríos  | 5 309            | 21 991            | Entre Ríos                   | Carte des 5 provinces du département de Tarija |
| Cercado           | Tarija      | 2 078            | 205 375           | Tarija                       | Carte des 5 provinces du département de Tarija |
| Gran Chaco        | Yacuiba     | 17 428           | 147 478           | Yacuiba Caraparí Villamontes | Carte des 5 provinces du département de Tarija |
| Eustaquio Méndez  | San Lorenzo | 4 861            | 35 217            | El Puente San Lorenzo        | Carte des 5 provinces du département de Tarija |

## Économie
En 2018, le produit intérieur brut du département est de 3 204 000 $ US, ce qui le place au quatrième rang parmi les départements boliviens. Quant à lui, le produit intérieur brut par habitant du département est de 5 683 $ US, ce qui le place au premier rang parmi les départements boliviens, et ce, loin devant le département de La Paz qui détient un PIB de 3 926 $ US par habitant.
Les principaux gisements de gaz naturel de Bolivie sont situés dans le département, ils sont estimés actuellement à plus de 50 TCF (cinquante trillions de pieds cubes), à noter qu'il faut plus ou moins 6 000 pieds cubes pour avoir l'équivalent énergétique d'un baril de pétrole.
Le département constitue également un foyer bolivien de la viticulture, nombre de vins et de singanis sont produits dans les vallées de Tarija. Les premiers vignobles de la région sont d'ailleurs recensés à la fin du XVIe siècle. L'exploitation agricole est également pratiquée dans certaines régions, notamment la production d'ail, d'amarante, de patate, de pois et de haricots.